# Makroergní sloučeniny

adenosintrifosfát (ATP)

Makroergní sloučeniny jsou sloučeniny, které obsahují makroergní (makroergické) vazby. Makroergní vazba je taková vazba, při jejímž hydrolytickém štěpení se uvolní velké množství energie, je tedy velmi energeticky bohatá. Označení makroergní sloučeniny a vazby se používá zejména v biochemii. 
Mezi makroergní sloučeniny patří zejména ATP (adenosintrifosfát), ADP (adenosindifosfát), GTP (guanosintrifosfát) a další. Ty mají společné to, že slouží jako volný přenos energie v buňce. Všechny tyto sloučeniny obsahují dva nebo tři za sebou vázané zbytky kyseliny fosforečné H3PO4 (mezi prvním a druhým a druhým a třetím zbytkem kyseliny fosforečné jsou markoergní vazby). Právě jejich hydrolytickým štěpením se uvolňuje energie.